# Parti révolutionnaire du Kurdistan
Ne doit pas être confondu avec Parti des travailleurs du Kurdistan.
Le Parti révolutionnaire du Kurdistan (PŞK, en kurde : Partiya Şoreşa Kürdistan et en turc : Kürdistan Devrim Partisi) est une organisation politique kurde illégale.
Elle prône la lutte armée pour la création d'un État indépendant pour les Kurdes, en se réclamant du nationalisme kurde et du marxisme-léninisme.

## Histoire
Le Parti révolutionnaire du Kurdistan a été formé par une scission du Partiya Yekitiya Sosyalist a Kurdistan (Parti de l'unité socialiste du Kurdistan). Celui-ci s'est auto-dissout  en juillet 1998 lors d'une assemblée tenue en Allemagne. À la suite de cette dissolution, certains anciens membres du PYSK résidant en Suède constituent un comité sous le nom de Yekbûn (Unité). Le comité affirme se baser sur le nationalisme kurde et sur le marxisme-léninisme. Son objectif déclaré est de former une organisation de lutte armée au Kurdistan de Turquie. Ils annoncent peu après la fondation de la Yekitiya Şoreş a Kurdistan (Union pour la révolution du Kurdistan). L'organisation prend ensuite le nom de Partiya Şoreş a Kurdistan. 
Après l'arrestation d'Abdullah Öcalan, le président du Parti des travailleurs du Kurdistan, et le changement stratégique de son parti qui annonce la fin de la lutte armée, le PŞK lance un appel aux combattants du PKK pour qu'ils le rejoignent, mais sans succès. De manière générale, le PŞK reste un groupe complètement marginal et son existence se limite à quelques comités en Suède et en Europe. 